# Illoula Oumalou
Illoula Oumalou (în arabă ايلولا أوما لو) este o comună din provincia Tizi Ouzou, Algeria.
Populația comunei este de 12.952 de locuitori (2008).